# حبیب گردانی
حبیب گردانی (زادهٔ ۱۹ خرداد ۱۳۶۲ - تبریز) یک بازیکن فوتبال است که در پست مدافع چپ است.
وی سابقهٔ حضور در تیم‌های شهرداری تبریز، تراکتور، سپاهان اصفهان و ماشین‌سازی تبریز را دارد.
گردانی توسط کارلوس کی‌روش به تیم ملی ایران دعوت شد و به همراه تیم راهی اردوی آفریقا شد، اما موفق به انجام بازی ملی نشد. وی همچنین ۴ بار برای تیم ملی امید ایران بازی کرده و یک گل نیز به‌ثمر رسانده‌است.

## محرومیت
اواخر سال ۱۳۹۵، غلامرضا نوروزی رئیس فدراسیون پزشکی ورزشی و دبیرکل ستاد ملی مبارزه با دوپینگ، نام چهار ورزشکار که تست دوپینگ آنها مثبت شده بود را اعلام کرد. حبیب گردانی یکی از آن چهار ورزشکار بود که به دلیل مصرف ماده ممنوعه متنولون به مدت ۴ سال، از ۲۶ بهمن ماه ۱۳۹۵ تا ۲۵ بهمن ماه ۱۳۹۹، محروم شد.

## بازگشت پس از محرومیت
گردانی پس از اتمام دوران محرومیت، در نیم‌فصل دوم بیستمین دورهٔ لیگ برتر خلیج فارس، با پیوستن دوباره به باشگاه ماشین‌سازی تبریز، به فوتبال حرفه‌ای بازگشت.او پس از بازگشت به فوتبال آمادگی بدنی خود را حفظ کرد.و کاپیتان ماشین سازی و کاپیتان این تیم شد.

## افتخارات
باشگاهی
- جام حذفی
  - قهرمانی در مسابقات جام حذفی ۹۳–۱۳۹۲ به همراه تیم تراکتورسازی تبریز
- جام شهدا
  - قهرمانی در مسابقات جام شهدا ۱۳۹۳ به همراه تیم تراکتورسازی تبریز